# آمار ناپارامتری

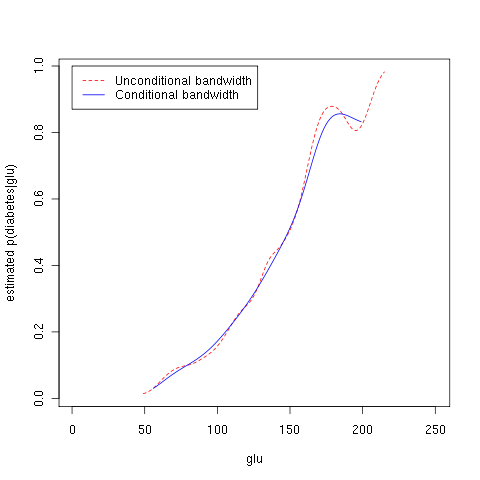
مثالی از تخمین چگالی مشروط

آمار ناپارامتری، در برابر آمار پارامتری، به روش‌هایی آماری گفته می‌شود که سعی می‌کنند کمترین فرض‌ها را در تحلیل داده انجام دهند. به عبارت دیگر، مدل‌های آمار ناپارامتری دارای بعد نامتناهی هستند.
آمار ناپارامتری به بررسی مسائل زیر می‌پردازد:
- تخمین تابع توزیع احتمال: فرض کنید {\displaystyle X_{1},\ldots ,X_{n}\sim F} داده شده‌اند. یک تخمین ناپارامتری برای {\displaystyle F} توزیع نمونه‌برداری است:

{\displaystyle {\widehat {F}}_{n}(X\leq x)={\frac {1}{n}}\sum _{i=1}^{n}1(X_{n}\leq x)}
- تخمین تابعکها: یعنی تخمین توابعی که بر حسب تابع توزیع احتمال تعریف شده‌اند. مانند امید ریاضی و واریانس.
- تخمین تابع چگالی احتمال: یعنی تخمین تابع {\displaystyle f=F'}
- رگرسیون ناپارامتری: نوعی از رگرسیون که هیچ فرضی در مورد توزیع داده نمی‌کند. مانند رگرسیون بر حسب نزدیکترین همسایه

## پیش‌فرض‌های آمار پارامتریک
برای انجام تجزیه و تحلیل‌های آمار پارامتریک نیاز به یک سری از پیش فرض‌ها می‌باشد؛ که عبارتند از:
- مقیاس داده‌ها از نوع فاصله‌ای یا نسبی
- توزیع نرمال داده‌ها
- همگنی واریانس‌ها

چنانچه این فرض‌ها برقرار باشد از آمار پارامتری استفاده می‌کنیم در غیر اینصورت بایستی از آمار ناپارامتری استفاده نمود.